# Gare de Takamatsu-Chikkō
La gare de Takamatsu-Chikkō (高松築港駅, Takamatsu-Chikkō-eki) est une gare ferroviaire située à Takamatsu, dans la préfecture de Kagawa au Japon. Elle est exploitée par la compagnie Kotoden.

## Situation ferroviaire
Gare terminus, la gare de Takamatsu-Chikkō marque le début de la ligne Kotohira.

## Histoire
La gare de Takamatsu-Chikkō a été inaugurée le 26 décembre 1948.

## Service des voyageurs

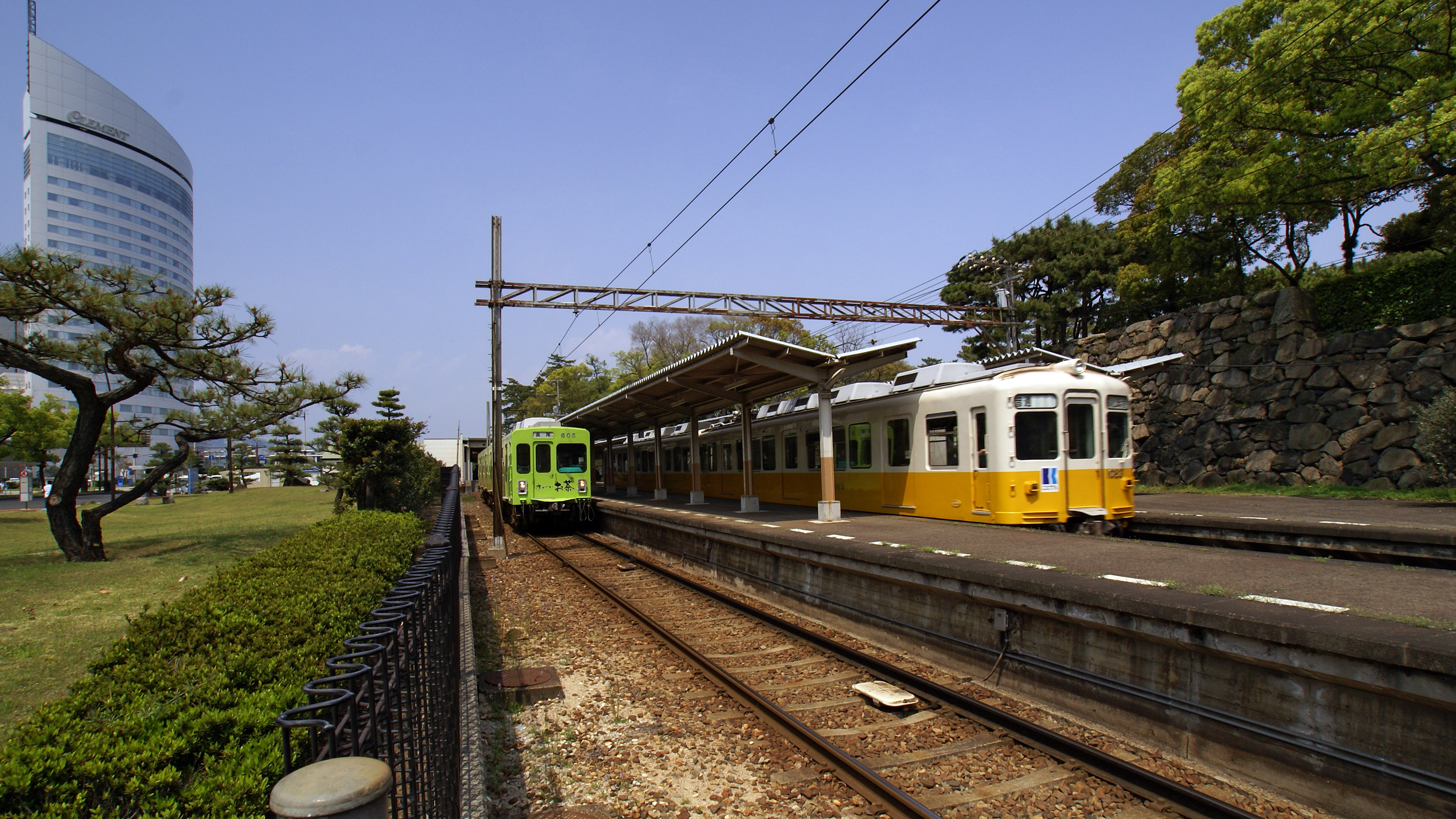
Vue des quais.

### Accueil
La gare dispose d'un bâtiment voyageurs, avec guichets, ouvert tous les jours.

### Desserte
- Ligne Kotohira :
  - voie 1 : direction Kawaramachi et Kotoden-Kotohira
- Ligne Nagao :
  - voie 3 : direction Kawaramachi et Nagao

### Intermodalité
La gare de Takamatsu de la JR Shikoku se trouve à 200 m à l'ouest de la gare.